# Mlaka pri Kočevski Reki
Mlaka pri Kočevski Reki – wieś w Słowenii, w gminie Kočevje. W 2018 roku liczyła 14 mieszkańców.